# Zip-бомба
Zip-бомба, также известная как файловая бомба, архив смерти или англ. decompression bomb — архивный файл, при распаковке которого можно вызвать зависание системы путем заполнения всего свободного места на носителе. Современные антивирусы распознают подобные файлы и предупреждают пользователя о разрушающем действии.

## История
Первая задокументированная «zip-бомба» появилась в 1996 году, когда один пользователь загрузил на доску объявлений в Фидо вредоносный архив, который открыл ничего не подозревающий администратор.

## Алгоритм
Внешне подобный файл выглядит как маленький архив. При распаковке распаковывается тот же самый архив c шестнадцатью архивами. Так продолжается шесть раз. Данный файл может предоставлять опасность для антивирусов: в попытке распаковать все архивы антивирус может заполнить всю память и ничего не найти. Получится бесконечная цепочка: антивирус видит архив, распаковывает его, затем снова распаковывает тот же самый архив, и повторяет эту процедуру снова и снова.

## Использование
В некоторых случаях таким способом можно устроить DoS-атаку на систему, обрабатывающую архивы без участия человека. Так, сообщения между узлами Фидонета пересылаются в архивах, которые создаёт и распаковывает эхопроцессор; а на некоторых сервисах для обмена файлами файлы проверяет антивирус (например, в сентябре 2008 года такая атака была осуществима с Файлы@mail.ru, Яндекс.Народ).

## Примеры
Один из самых известных примеров «архива смерти» — файл 42.zip, коэффициент сжатия которого 106 миллиардов к одному. В сжатом виде архив занимает 42 килобайта (42 374 байта), при постоянной распаковке, пока набор данных не достигнет верхнего предела распаковки в 4.3 гигабайта (4 294 967 295 байт), будет занимать в памяти более 4,5 петабайт (4 503 599 626 321 920 байт).
Другой вариант вредоносного архива разработал программист Дэвид Фифилд. В запакованном виде его архив имеет 46 МБ, а при распаковке занимает 4,5 петабайта. При его создании Фифилд использовал не рекурсивную технику, как его предшественники (то есть методом «обратной матрешки»), а сумел перекрыть файлы внутри архива, что позволило достичь более высокого коэффициента сжатия
.